# Lanneplaà
Lanneplaà är en kommun i departementet Pyrénées-Atlantiques i regionen Nouvelle-Aquitaine i sydvästra Frankrike. Kommunen ligger i kantonen Orthez som tillhör arrondissementet Pau. År 2022 hade Lanneplaà 303 invånare.

## Befolkningsutveckling
Antalet invånare i kommunen Lanneplaà
| Referens: INSEE |